# Wół

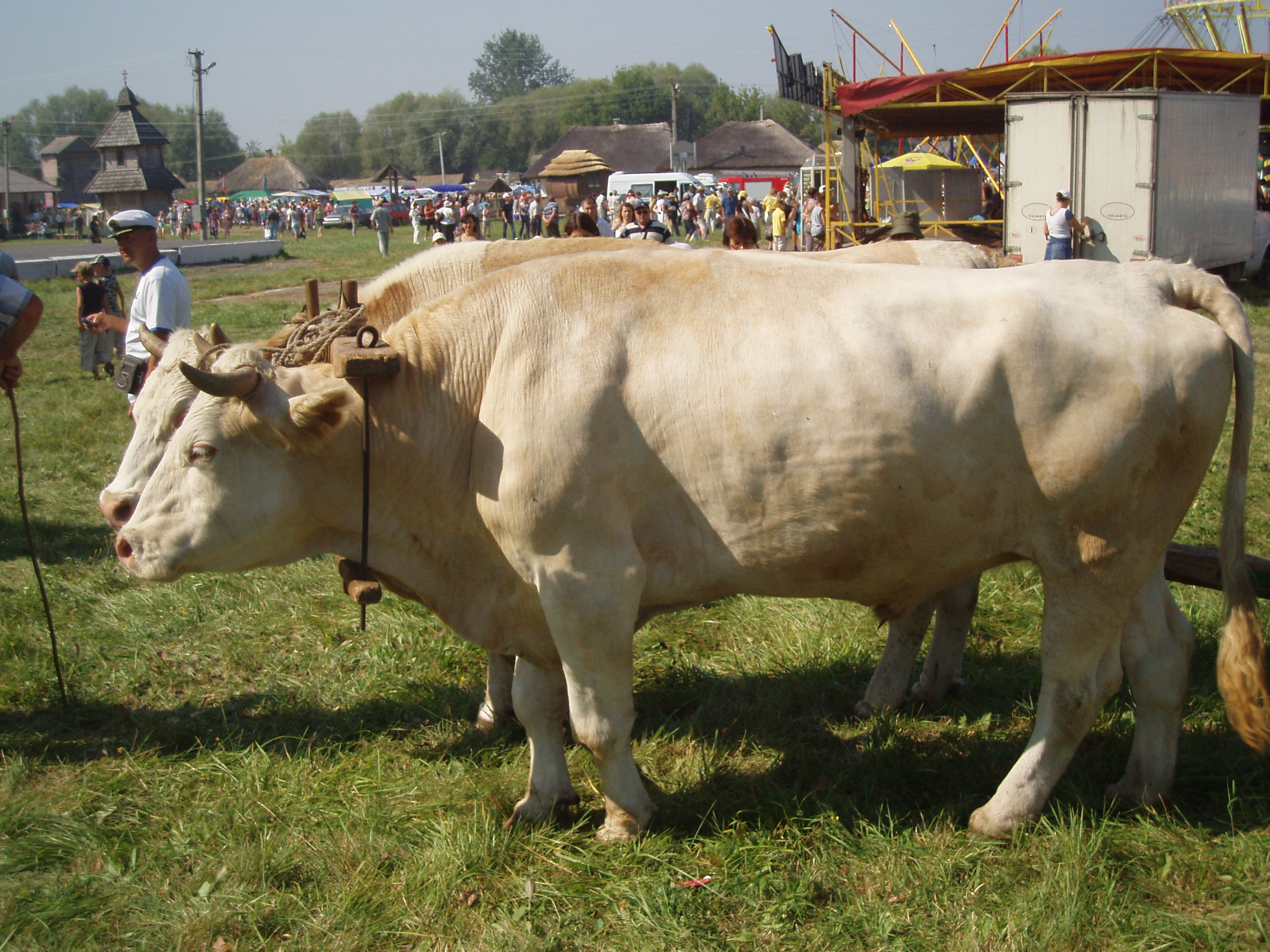
Wół

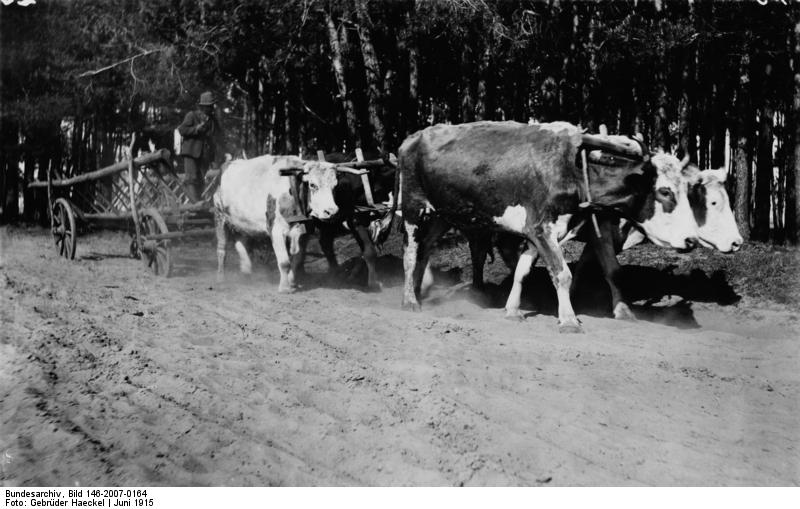
Woły w zaprzęgu

Wół – wykastrowany samiec bydła domowego z rodziny wołowatych, rzędu parzystokopytnych, przeznaczony do opasania lub do prac polowych w zaprzęgu. Woły zazwyczaj są silne, mało agresywne i powolne.

## Wykorzystanie wołów w rolnictwie
W czasach zamierzchłych i w średniowieczu używano wołów do orki sprzężajnej. Później miejsce ich stopniowo zajmowały konie, a wraz z nadejściem motoryzacji wykorzystuje się woły już tylko na opas. Ubodzy, niedysponujący końmi rolnicy używali często wołów do ciągnięcia wozów lub innych prac w zaprzęgu. Jednak budowa racic tych zwierząt nie jest przystosowana do twardej powierzchni.

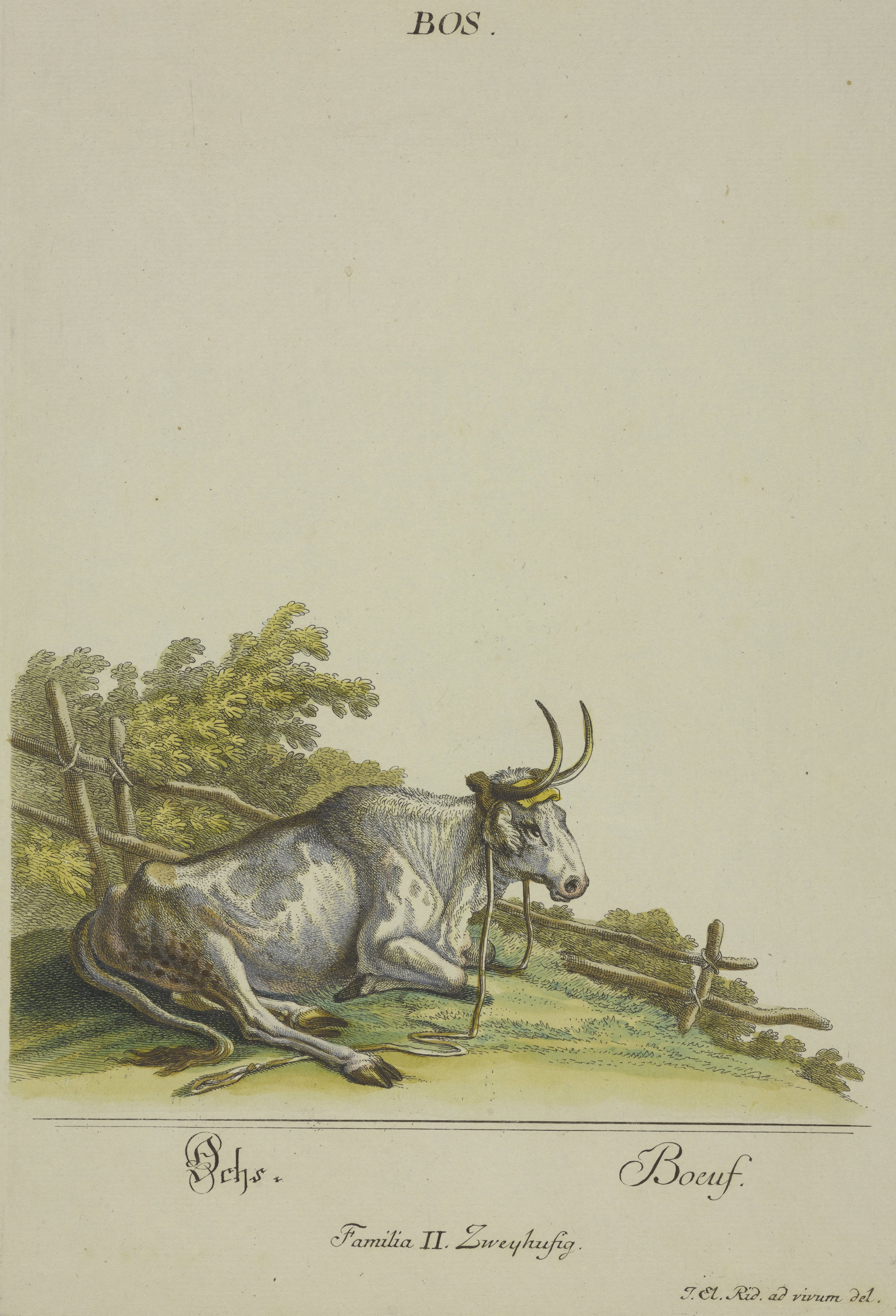
Wół, akwaforta M.E. Ridingera (ok.1767)